# Susan Trumbore
Susan E. Trumbore est une scientifique des systèmes terrestres qui travaille sur le cycle du carbone et ses effets sur le climat. Elle est directrice de l'Institut Max-Planck de biogéochimie et professeure de sciences du système terrestre à l'Université de Californie à Irvine. Elle est membre de l'Union américaine de géophysique et de l'American Association for the Advancement of Science, membre de l'Académie nationale des sciences  et récipiendaire de la médaille Benjamin Franklin.

## Biographie
Trumbore obtient son baccalauréat ès sciences en géologie à l'Université du Delaware en 1981 et un doctorat en géochimie de l'Université Columbia en 1989.
Elle obtient des bourses postdoctorales avec l'École polytechnique fédérale de Zurich et au Laboratoire national Lawrence Livermore, et rejoint la faculté de l'Université de Californie, Irvine (UCI) en 1991,. Elle est ensuite professeure de sciences du système terrestre à l'UCI, codirectrice de l'installation de spectrométrie de masse de l'accélérateur du cycle du carbone WM Keck et directrice de la branche UCI de l'Institut de géophysique et de physique planétaire. Elle est également directrice de l'Institut Max-Planck de biogéochimie depuis 2009,. La même année, elle reçoit le titre de docteure honoris causa par l'université de Hasselt. Trumbore est membre de l'équipe de conférenciers du Centre de recherche collaborative "AquaDiva"  et membre du Centre allemand de recherche intégrative sur la biodiversité " Amazon Tall Tower Observatory ",.
Elle participe aussi à 14Constraint, financé par une subvention avancée du Conseil européen de la recherche et au projet Tanguro Flux en collaboration avec l'IPAM (Amazon Environmental Research Institute) et le Woods Hole Research Center,,.
Trumbore est élue membre de l'Union américaine de géophysique et de l'Association américaine pour l'avancement des sciences en 2005,. Elle est élue à l'Académie nationale des sciences en 2010. Trumbore reçoit la médaille Benjamin Franklin en 2018 pour « son utilisation pionnière des mesures du radiocarbone dans les forêts et les sols pour évaluer le flux de carbone entre la biosphère et l'atmosphère, avec des implications pour la compréhension du changement climatique futur ». En 2020, elle reçoit le prix Balzan pour la dynamique du système terrestre. En 2015, elle devient membre de l'Académie Léopoldine.